# Marianne Skarpnord
Marianne Skarpnord (Sarpsborg, 11 gennaio 1986) è una golfista norvegese.

## Biografia
Nel 2005, il miglior piazzamento di Skarpnord è stato un secondo posto nello Skandia PGA Open del Telia Tour svedese e il suo miglior piazzamento nel Ladies European Tour è stato il 22° posto nell'OTP Bank Ladies Central European Open.
L'anno successivo, nel 2006, Skarpnord si è classificata seconda nel Rejmes Ladies Open del Telia Tour. Sul Ladies European Tour il suo miglior piazzamento è stato il 23° posto nel Finnair Masters e il 28° nel SAS Masters.
Nel 2007, dopo due anni difficili, Skarpnord ha deciso di giocare una stagione completa al Telia Tour. Quell'anno ha vinto 3 tornei e ha ottenuto un ulteriore secondo e tre terzi posti. Ha vinto l'Ordine di Merito e si è assicurata la carta per il Ladies European Tour 2008.
Nel 2008, Skarpnord ha giocato 21 tornei del Ladies European Tour. Ha effettuato 18 tagli e il suo miglior piazzamento è stato il 2° posto nel Ladies Irish Open. All'inizio della stagione ha disputato anche quattro tornei del Ladies African Tour, dove ha ottenuto 3 piazzamenti tra i primi 4 e 1 top 10. Nell'ordine di merito del Ladies African Tour si è classificata al 5° posto totale, mentre nel Ladies European Tour si è piazzata al 16° posto della classifica per montepremi.
Il 2009 è stato l'anno in cui la Skarpnord ha ottenuto la sua prima vittoria nel Ladies European Tour, sconfiggendo l'inglese Melissa Reid per un colpo nel Deutsche Bank Ladies Swiss Open. La sua seconda vittoria è arrivata al Carta Sì Ladies Italian Open, sconfiggendo Laura Davies in un playoff.
La Skarpnord si è qualificata per il LPGA Tour 2010 dopo essersi classificata seconda al LPGA Final Qualifying Tournament di Daytona, in Florida.